# Mouzaive
Mouzaive is een dorpje in de Belgische provincie Namen en een deelgemeente van Vresse-sur-Semois. Tot de fusie met Alle  in 1965 was het een zelfstandige gemeente. Het dorpje ligt in een meander van de Semois, een kilometer stroomafwaarts vanuit het dorp Alle. Over de Semois ligt "la paserelle", een brug uitsluitend voor voetgangers en fietsers, die het dorp met de andere oever verbindt.

## Demografische ontwikkeling
- Bronnen:NIS, Opm:1831 tot en met 1961=volkstellingen

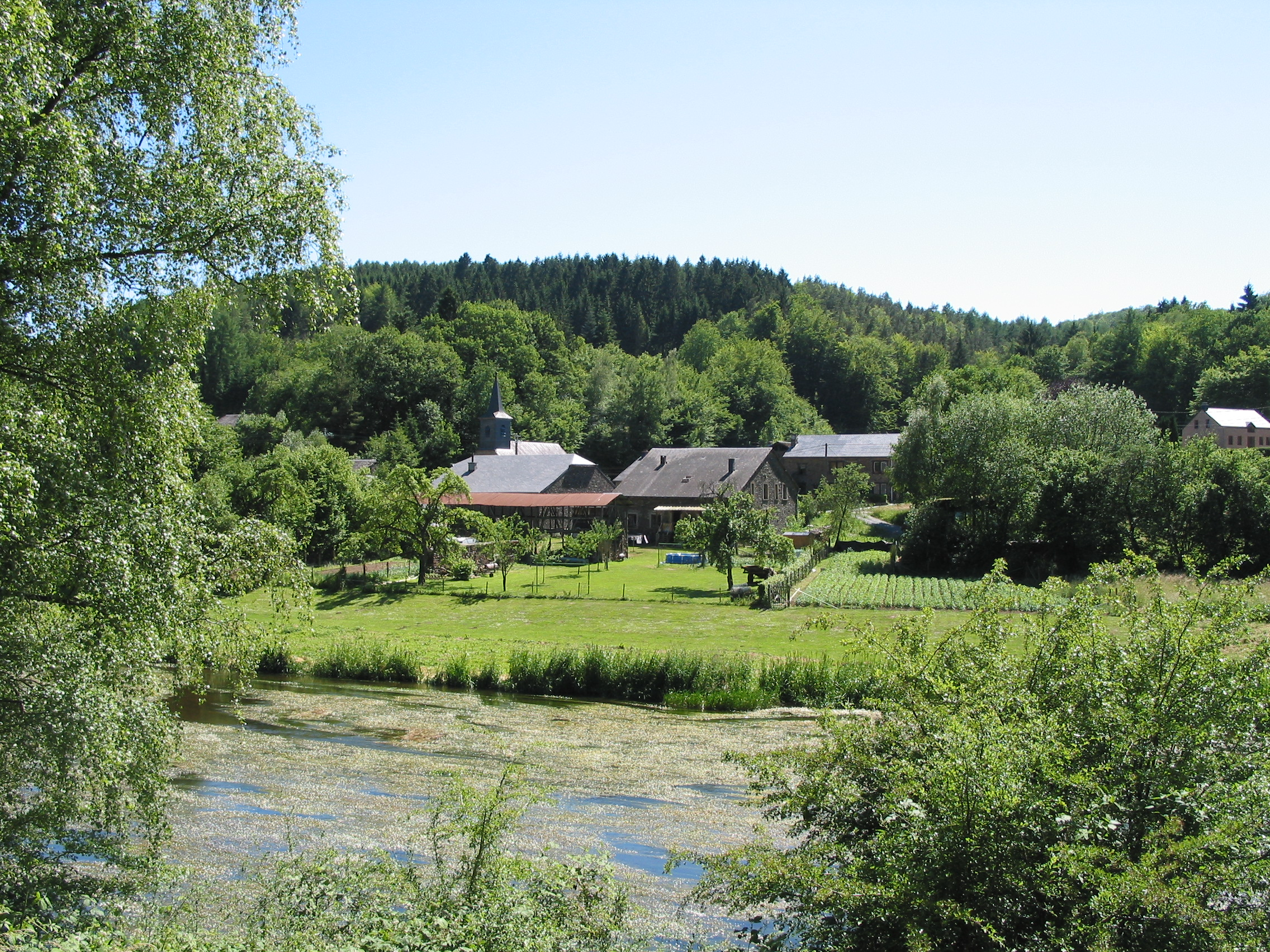
Mouzaive langs de Semois

## Bezienswaardigheden
- De watermolen Moulin de Mouzaive is beschermd als monument
- De hulpkerk Notre-Dame

Deelgemeenten: Alle · Bagimont · Bohan · Chairière · Laforêt · Membre · Mouzaive · Nafraiture · Orchimont · Pussemange · Sugny · Vresse

Overige kern: Hérisson

Belgische gemeenten · arrondissement Dinant · provincie Namen · Wallonië